# Balașov
Balașov (ru. Балашов) este un oraș din Regiunea Saratov, Federația Rusă și are o populație de 98.330 locuitori.

## Geografie

### Climat
| Date climatice pentru Balașov | Date climatice pentru Balașov | Date climatice pentru Balașov | Date climatice pentru Balașov | Date climatice pentru Balașov | Date climatice pentru Balașov | Date climatice pentru Balașov | Date climatice pentru Balașov | Date climatice pentru Balașov | Date climatice pentru Balașov | Date climatice pentru Balașov | Date climatice pentru Balașov | Date climatice pentru Balașov | Date climatice pentru Balașov |
| Luna                          | Ian                           | Feb                           | Mar                           | Apr                           | Mai                           | Iun                           | Iul                           | Aug                           | Sep                           | Oct                           | Nov                           | Dec                           | Anual                         |
| ----------------------------- | ----------------------------- | ----------------------------- | ----------------------------- | ----------------------------- | ----------------------------- | ----------------------------- | ----------------------------- | ----------------------------- | ----------------------------- | ----------------------------- | ----------------------------- | ----------------------------- | ----------------------------- |
| Maxima medie °C (°F)          | −4.8 (23,4)                   | −4.7 (23,5)                   | 1.2 (34,2)                    | 13.6 (56,5)                   | 21.5 (70,7)                   | 25.3 (77,5)                   | 27.3 (81,1)                   | 26.1 (79)                     | 19.4 (66,9)                   | 11.0 (51,8)                   | 1.9 (35,4)                    | −3.1 (26,4)                   | 11,2 (52,2)                   |
| Media zilnică °C (°F)         | −7.9 (17,8)                   | −8.2 (17,2)                   | −2.5 (27,5)                   | 8.3 (46,9)                    | 15.4 (59,7)                   | 19.5 (67,1)                   | 21.5 (70,7)                   | 19.9 (67,8)                   | 14.0 (57,2)                   | 6.9 (44,4)                    | −0.9 (30,4)                   | −5.9 (21,4)                   | 6,7 (44,1)                    |
| Minima medie °C (°F)          | −11 (12,2)                    | −11.6 (11,1)                  | −6.2 (20,8)                   | 3.0 (37,4)                    | 9.2 (48,6)                    | 13.6 (56,5)                   | 15.6 (60,1)                   | 13.8 (56,8)                   | 8.5 (47,3)                    | 2.8 (37)                      | −3.6 (25,5)                   | −8.7 (16,3)                   | 2,1 (35,8)                    |
| Minima istorică °C (°F)       | −32.3 (−26.1)                 | −34.4 (−29.9)                 | −26.4 (−15.5)                 | −15.1 (4,8)                   | −4.5 (23,9)                   | 0.8 (33,4)                    | 6.5 (43,7)                    | 2.5 (36,5)                    | −4.9 (23,2)                   | −10.1 (13,8)                  | −27 (−16.6)                   | −34.1 (−29.4)                 | −34,4 (−29,9)                 |
| Precipitații mm (inches)      | 45.4 (1.787)                  | 33.5 (1.319)                  | 33.2 (1.307)                  | 31.2 (1.228)                  | 36.6 (1.441)                  | 65.6 (2.583)                  | 61.0 (2.402)                  | 39.8 (1.567)                  | 48.7 (1.917)                  | 43.5 (1.713)                  | 49.7 (1.957)                  | 46.1 (1.815)                  | 534,3 (21,035)                |
| Sursă: Балашов погода         |                               |                               |                               |                               |                               |                               |                               |                               |                               |                               |                               |                               |                               |

## Personalități
- Anatoli Vlasov (1908 - 1975), fizician rus